# 溪口乡 (万源市)
溪口乡，是中华人民共和国四川省达州市万源市曾经下辖的一个乡。2020年6月，撤销溪口乡，将原溪口乡所属行政区域划归竹峪镇管辖。

## 行政区划
溪口乡撤销前下辖以下地区：
后坝沟村、楼坝河村、向家岩村、喻家梁村和双龙庙村。